# NGC 1714
NGC 1714 (другое обозначение — ESO 85-EN8) — рассеянное скопление с эмиссионной туманностью в созвездии Золотой Рыбы. Входит в состав Большого Магелланова Облака.
Этот объект входит в число перечисленных в оригинальной редакции «Нового общего каталога».
Туманность, в которой расположено скопление, является плотной областью H II. На изображениях Digitized Sky Survey-1 рассеянного скопления не видно.